# Sergei Jewgenjewitsch Maslennikow
Sergei Jewgenjewitsch Maslennikow (russisch Сергей Евгеньевич Масленников, * 18. April 1982 in Ufa) ist ein ehemaliger russischer Nordischer Kombinierer.

## Werdegang
Maslennikow startete 1991 erstmals bei einem nationalen Wettkampf. Im Januar 2002 gab er sein internationales Debüt im B-Weltcup der Nordischen Kombination. Bei der Junioren-Weltmeisterschaft 2002 in Schonach erreichte er mit dem Team den 11. Platz und im Gundersen den 37. Platz. Auch bei der Nordischen Skiweltmeisterschaft 2003 in Val di Fiemme konnte er in den Einzelwettbewerben keine Platzierung unter den besten vierzig erreichen. Am 30. November 2003 gab er in Kuusamo sein Debüt im Weltcup der Nordischen Kombination. Dabei blieb er jedoch auch die ersten Wettbewerbe erfolglos und startete so weiter im B-Weltcup. Erst zur Saison 2004/05 erreichte er bereits in den ersten Wettbewerben die Punkteränge. Er beendete die Saison auf dem 24. Platz der Weltcup-Gesamtwertung. Im Sprintweltcup erreichte er den 28. Platz.
Bei der Nordischen Skiweltmeisterschaft 2005 konnte er erneut keine vorderen Platzierungen erreichen. Bei der Winter-Universiade 2005 in Innsbruck gewann er Silber im Sprint. Bei den Olympischen Winterspielen 2006 in Turin erreichte er im Gundersen überraschend den 10. Platz. Im Sprint belegte er Platz 43. Mit dem Team kam er auf den 9. Platz. Ein Jahr später gewann er bei der Winter-Universiade 2007 in Pragelato die Goldmedaille mit dem Team. Im Sprint verpasste er mit Platz vier nur knapp die Medaillenränge. Kurze Zeit später erreichte er bei der Nordischen Skiweltmeisterschaft 2007 in Sapporo im Sprint den 21. Platz und im Gundersen den 33. Platz.
Im Weltcup gelang ihm nur noch selten der Sprung in die Punkteränge. Damit konnte er seine Platzierung der Saison 2004/05 nicht wiederholen. Auch bei der Nordischen Skiweltmeisterschaft 2009 in Liberec konnte er in den Einzelwettbewerben keine Platzierung unter den besten zwanzig erreichen. Im Teamwettbewerb erreichte die Mannschaft den 10. Platz. Bei den Olympischen Winterspielen 2010 in Vancouver blieb er mit einem 36. Platz im Einzel von der Großschanze und einem 43. Platz im Einzel von der Normalschanze erneut erfolglos.
Nach einem letzten Weltcup-Rennen im Februar 2012 in Almaty, bei welchem er 38. wurde, beendete Maslennikow seine aktive Sportlerkarriere.
Maslennikow ist verheiratet und hat ein Kind.

## Statistik

### Teilnahmen an Olympischen Winterspielen
| Jahr und Ort   | Wettbewerb   | Wettbewerb   | Wettbewerb | Wettbewerb |
| Jahr und Ort   | Gundersen NH | Gundersen LH | Sprint     | Team       |
| -------------- | ------------ | ------------ | ---------- | ---------- |
| 2006 Turin     | 10.          | –            | 43.        | 09.        |
| 2010 Vancouver | 42.          | 36.          | –          | –          |

### Teilnahmen an Weltmeisterschaften
| Jahr und Ort       | Wettbewerb | Wettbewerb   | Wettbewerb   | Wettbewerb  | Wettbewerb | Wettbewerb | Wettbewerb |
| Jahr und Ort       | Sprint LH  | Gundersen NH | Gundersen LH | Massenstart | Team NH    | Team LH    |            |
| ------------------ | ---------- | ------------ | ------------ | ----------- | ---------- | ---------- | ---------- |
| 2003 Val di Fiemme | 46.        | 43.          | –            | –           | –          | –          |            |
| 2005 Oberstdorf    | 26.        | 24.          | –            | –           | –          | 10.        |            |
| 2007 Sapporo       | 21.        | 33.          | –            | –           | –          | –          |            |
| 2009 Liberec       | –          | 29.          | 42.          | 20.         | –          | 10.        |            |
| 2011 Oslo          | –          | 43.          | 48.          | –           | 11.        | 11.        |            |

### Weltcup-Platzierungen
| Saison  | Platz | Punkte |
| ------- | ----- | ------ |
| 2004/05 | 24.   | 169    |
| 2005/06 | 36.   | 136    |
| 2006/07 | 56.   | 016    |
| 2007/08 | 60.   | 019    |
| 2008/09 | 58.   | 010    |
| 2009/10 | 51.   | 034    |